# Olof Axel Tauvon
Olof Axel Tauvon, född den 29 september 1803 på Sveaborg i Finland, död den 11 januari 1877 i Stockholm, var en svensk ämbetsman.

## Biografi
Tauvon var son till en kamrer vid örlogsflottan. Han avlade juridisk-filosofisk examen 1824 och blev juris kandidat 1826, juris licentiat 1827 samt juris doktor 1827. Han blev hovkamrer hos prinsessan Sofia Albertina 1827, var advokatfiskal i Arméns pensionskassa 1833–1849, sekreterare och ombudsman vid Konungens hospital 1833–1839 och ombudsman i direktionen över hypotekskassan för bruksägare 1834–1858. Tauvon blev adjungerad ledamot i Kammarrätten 1837, titulärt kammarrättsråd 1838 och kammarrättsråd 1841. Han var president i Statskontoret 1858–1870.